# Léon Noël (homme politique)
Pour les autres membres de la famille, voir Famille Burchard-Bélaváry.
Pour les articles homonymes, voir Léon Noël et Noël (homonymie).
Léon Noël est un conseiller d'État, diplomate, un homme politique, un industriel et un essayiste français, né le 28 mars 1888 à Paris 9e et mort le 6 août 1987 aux Monins à Toucy (Yonne).
Haut fonctionnaire puis ambassadeur avant-guerre, il représente le ministère des Affaires étrangères lors de la négociation d'armistice dans la clairière de Rethondes en juin 1940 mais refuse de signer. Engagé dans la Résistance, gaulliste, député, il est le premier président du Conseil constitutionnel de la Ve République de 1959 à 1965.

## Biographie

### Jeunesse et études
Léon Noël naît le 28 mars 1888 à Paris. Fils d’un conseiller d'État, fervent catholique, il reçoit un enseignement à domicile jusqu'à l'âge de treize ans puis entre directement en classe de troisième au lycée Condorcet où il devient "bachelier és-lettres philo  (latin, science)" en 1905. Inscrit à la Faculté de droit de Paris, il est docteur en droit (sciences politiques et économiques, mention Très Bien) en 1912 pour une thèse intitulée « La condition juridique des officiers de réserve ». Il souhaite alors rejoindre le Conseil d'État, comme son père avant lui, et s'inscrit à l'École libre des sciences politiques (Sciences Po) pour l'année universitaire 1911-1912. Il obtient une dérogation pour n'assister qu'aux quelques cours qui lui sont nécessaires pour sa préparation au concours.

### Haut fonctionnaire
Auditeur au Conseil d'État en 1913, il devient chef de cabinet de Maurice Colrat de Montrozier, député et ministre, entre 1912 et 1914. Il retourne au Conseil d’État où il est maître des requêtes de 1924 à 1926, chef adjoint du cabinet du ministre de l'Intérieur en 1921 et chef du cabinet civil du général Guillaumat, ministre de la Guerre, en 1926.
Il est nommé délégué général du Haut-commissariat de la République française dans les provinces du Rhin en décembre 1927, poste qu'il occupe jusqu'à la fin, en juin 1930, où il supervise la délicate opération d'évacuation des dernières troupes françaises. Il devient la même année préfet du Haut-Rhin (juillet 1930 - avril 1931). Il est directeur de la Sûreté générale et Secrétaire général du ministère de l'Intérieur en 1931 puis directeur de cabinet du président du conseil Pierre-Étienne Flandin, son parent et ami, puis de Pierre Laval de 1931 à 1932. Il devient conseiller d'État la même année. De 1932 à 1935, il assiste en Tchécoslovaquie, comme ministre plénipotentiaire, à la montée du nazisme. Il devient en février 1935 le premier secrétaire général de la présidence du Conseil. Il participe en cette qualité à Conférence de Stresa. Il est invité à devenir membre du conseil d'administration du Comité France-Allemagne en novembre 1935.

### Seconde Guerre mondiale
Il est ensuite ambassadeur de France à Varsovie de 1935 à 1939 où il assiste aux prémices qui conduiront au déclenchement de la Seconde Guerre mondiale. En tant que porte-parole des intérêts français en Pologne, il se trouve dans une situation difficile au moment du déclenchement de la guerre, quand la France n'est pas disposée à remplir immédiatement ses engagements d'alliance. Après avoir traversé la frontière roumaine avec le corps diplomatique, il contribue à l'internement de Józef Beck et Edward Rydz-Śmigły. Soutien du gouvernement de Władysław Sikorski, il est ambassadeur auprès du gouvernement polonais en exil en France (à Angers puis Bordeaux) jusqu'en juin 1940.
Appelé en juin 1940 à siéger, comme représentant des Affaires étrangères, dans la Commission d'armistice que dirige le général Huntziger, il refuse d'apposer son paraphe au bas des armistices franco-allemand et franco-italien, signés dans la clairière de Rethondes et à Rome en présence de Hitler et du maréchal Badoglio.
Le 6 juillet 1940, l’autorité occupante demande la désignation à Paris d’un interlocuteur de haut niveau pour l’administration militaire allemande. Léon Noël est désigné le 9 juillet pour « représenter le gouvernement de la République comme délégué général auprès du chef de l’administration militaire allemande dans les territoires occupés ainsi que d’assurer la coordination des services administratifs établis dans ces territoires ». Il est difficile d’imaginer nomination plus susceptible de déplaire aux occupants, qui obtiennent du gouvernement de Vichy (Laval) son remplacement rapide. Il prend les devants puisqu'après avoir commencé à organiser cette nouvelle fonction, devant l’ostracisme des occupants et le peu de moyens que lui donne le régime de Vichy pour remplir sa fonction, il donne sa démission au chef de l’Etat le 19 juillet et se retire le 19 août. L’autorité occupante obtient la nomination en janvier 1941 de Fernand de Brinon, qui fait de ce poste jusqu’à la fin de l’Occupation un haut lieu de la collaboration.
Le maréchal Pétain témoigne de l’estime qu’il lui porte en insérant son nom parmi les sept désignés pour assurer la fonction de chef de l'État après sa mort,. Mais sa distance avec ce tout nouveau régime de Vichy peut se mesurer par une lettre circulaire de sa plume datée d'août 1940 qui ne laisse place à aucune ambiguïté concernant ses convictions : « Il est formellement rappelé aux chefs d'entreprise que l'armistice n'est pas la paix, et que cela ne constitue qu'une suspension des hostilités, que, juridiquement, la guerre continue et qu'en principe les Français qui accepteraient d'apporter leur concours aux Allemands tomberaient sous le coup des lois visant l'intelligence avec l'ennemi […]. »
Il se rallie à de Gaulle en 1943. Il devient sous l'Occupation l'un des chefs de file intellectuels de la Résistance parisienne et nationale, notamment en organisant régulièrement chez lui, dans son appartement du 41 rue Saint-Dominique, des réunions clandestines. Il reçoit notamment Jean Cavaillès, à qui il présente quelques grands industriels désireux d'aider les réseaux, Jacques-Henri Simon et Pierre Brossolette, avec qui il s'entretient une dernière fois « deux ou trois jours » avant son arrestation, en février 1944. Noël passe ainsi la guerre entre Paris et Toucy dans l'Yonne.
À la mi-septembre 1944, précédant la nomination de René Cassin, Léon Noël fait tout pour obtenir la vice-présidence du Conseil d'État, avec le soutien de François de Menthon, le garde des Sceaux, ainsi que d’Alexandre Parodi et de René Mayer, tous deux maîtres des requêtes et reflétant sans doute l’esprit du Palais-Royal. Dans ses carnets, Léon Noël attribue à Georges Bidault l’échec de sa nomination, tout comme au secrétariat général du Quai d’Orsay, sans évoquer la position du Général.

### Gaulliste
Après la guerre, il devient successivement administrateur du Crédit foncier de France et administrateur des chemins de fer du Midi (1941-1951), administrateur de la Compagnie générale d'assurances (1947), membre du conseil d'administration de la Compagnie foncière de France (filiale du Crédit foncier de France) (1949-1951) et de plusieurs sociétés : Rhône-Poulenc, la société Esso-Standard, et diverses sociétés d'assurances.
Il rallie le RPF en 1947, préside sa commission des affaires étrangères (1948), est nommé membre de la commission administrative puis siège à son conseil de direction. Il est également nommé membre et vice-président du conseil national du mouvement (1949), au sein duquel il retrouve, notamment, Paul Claudel et Raymond Aron. Il se fait élire député RPF de l’Yonne de 1951 à 1955. À la suite du général Koenig, il se récuse auprès de De Gaulle qui lui propose la direction du groupe RPF à l'assemblée, qui est finalement présidé par André Diethelm, alors vice-président de l'assemblée,. Peu séduit par la fonction parlementaire, découragé par l'effondrement du parti gaulliste (qu'il évoque en 1956 dans Notre dernière chance, ie De Gaulle), il ne sollicite pas le renouvellement de son mandat aux élections législatives de janvier 1956. Il est de ceux qui favorisent et accompagnent le retour au pouvoir du général de Gaulle. Membre en 1944 de l’Académie des sciences morales et politiques, il en est élu président en 1958. Il est également membre de l'Académie de Stanislas. Léon Noël devient l'un des juristes les plus écoutés du nouveau régime. Il devient le premier président du Conseil constitutionnel de 1959 à 1965. Il émet des doutes sur la constitutionnalité du projet de révision de la Constitution visant à instaurer l’élection du président de la République au suffrage universel direct sans passer par la voie parlementaire. Il se place cependant délibérément au service du "parlementarisme rationalisé" voulu par le général de Gaulle (voir son témoignage dans De Gaulle et les débuts de la Ve République, 1976).
Dans ses Mémoires d’espoir, de Gaulle écrit à son propos : « Tout ce que peut offrir une vaste expérience juridique, administrative, diplomatique et politique, quand elle est jointe à la valeur d'un esprit d'envergure et l'ardeur d'un patriote, Léon Noël l'apporte aux avis qu'il me donne sur le fonctionnement de nos nouvelles institutions. »
Il remplit en 1966 une dernière mission pour le compte du gouvernement : il est chargé par le Premier ministre d'établir une proposition de réforme concernant l'organisation, la composition et le fonctionnement des services de police ainsi que leurs rapports avec la justice - sujet qu'il connaît bien pour l'avoir suivi de près depuis son passage à la tête de la Sûreté générale.

### Autres activités
Membre (1943), membre du conseil (1958) puis président (1963-1964) de la Société de l'histoire de France, membre de la Société des sciences historiques et naturelles de l'Yonne en 1927, il en devient président (1946-1956) puis président d'honneur jusqu'à sa mort. Il est également président d'honneur de la Société des Études Staëliennes en 1962 et membre de la Société Chateaubriand.
À l'instar de Paul Doumer, il est un familier du Centre international de synthèse et un assidu du salon de Madame Henri Berr. Il est membre du Conseil de l’ordre national du Mérite. Membre du Cercle de l'Union.
Il est un grand ami de la poétesse Marie Noël (1883-1967) (sans lien de parenté).

## Anecdote
Évoquant quarante-trois ans plus tard l'affreuse scène dont il accepta stoïquement d'être l'un des protagonistes [la négociation d'armistice], Léon Noël met l'accent sur le ton qu'employa Wilhelm Keitel : « Si je n'avais pas su l'allemand, j'aurais pu croire qu'il s'apprêtait à nous faire fusiller sur-le-champ. Ce n'était qu'un aboiement furieux... ». De Hitler, le frappa « l'air morne, le regard d'un bleu indécis comme celui de certains nouveau-nés..., la casquette ridicule parce qu'elle dissimulait un casque... Il n'y avait rien à faire. Nous étions là pour entendre un diktat. Moi qui n'étais venu que pour évoquer l'Alsace, ayant été préfet du Haut-Rhin, je n'ai même pas pu prononcer le mot... ».

## Œuvres

### Ouvrages

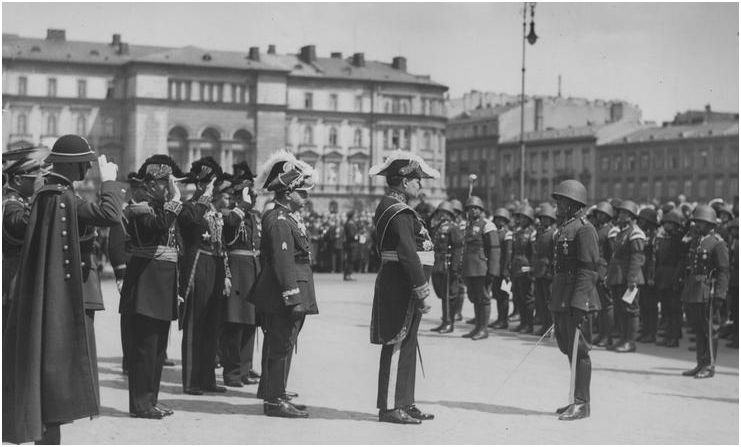
Commémoration du Soldat inconnu, Ambassadeur Noël, 1935, Pologne

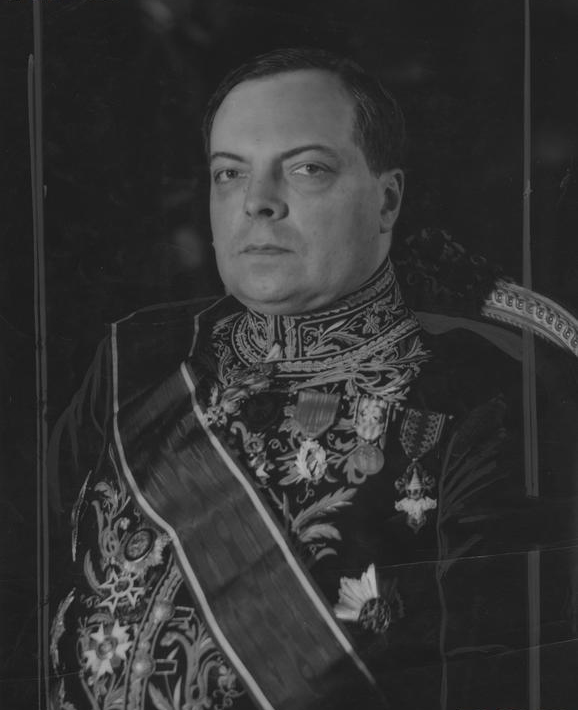
Ambassadeur Léon Noël, 1935, Varsovie

- Un témoignage : le diktat de Rethondes et l'armistice franco-italien de juin 1940, paru en 1945, sans nom, puis Flammarion, 1954
- L’Agression allemande contre la Pologne, Flammarion, 1946
- Camille Barrère, ambassadeur de France, Tardy, 1948
- Conseils à un jeune Français entrant dans la diplomatie, La Jeune Parque, 1947
- Témoignage d'un chef, le général Guillaumat, Alsatia, 1949-1950
- L'instabilité ministérielle en France, 1955
- Notre dernière chance, Geldage, 1956

- Comprendre de Gaulle, Plon, 1972
- Le sort des institutions de la Ve République, Plon, 1973
- La Traversée Du Désert, Plon, 1973
- De Gaulle et les débuts de la Ve République, Plon, 1976
- Énigmatique Talleyrand, Fayard, 1976
- les Illusions de Stresa, France-Empire, 1976
- Le statut de l'Église de France après la Séparation : l'Affaire des associations diocésaines, Auxerre, 1978
- La Guerre de 39 a commencé quatre ans plus tôt, France-Empire, 1979

- La Tchécoslovaquie d'avant Munich, Publications de la Sorbonne, 1982
- La Pologne entre deux mondes, Publications de la Sorbonne, 1984

### Articles duBulletin de la Société des sciences historiques et naturelles de l'Yonne
- Gilon de Toucy, cardinal légat du pape au XIIe, 1941, p. 22.
- La bataille de Fontenoy, 1941, p. 65-76.
- Les Cambon et l'Yonne, 1946, p. 40-41.
- Un pseudo-concile de Toucy, 1946, p. 48. Il s'est tenu en 860.
- Un document sur la Grande Peur dans l'Yonne, 1947, p. 3.
- Une énigme à propos de Jeanne d'Arc, 1948, p. 37.
- Notice sur la vie et les travaux de M. Arthur de Vathaire de Guerchy, 1952, p. 21-32.
- À propos des bombardements aériens du 15 juin 1940, 1954, p. 45-50.
- Deux Auxerrois dans la Rome de Pie IX en 1851, 1957, p. 21-31.
- Au sujet des bombardements d'Auxerre en 1940, 1959, p. 327.
- La révolution de 1848 vue par un Auxerrois, 1959, p. 9-28.
- Semonce du cardinal de Fleury à Mgr de Caylus, Congrès de l'ABSS, 1962.

### Autres articles, préfaces
- Gilon de Toucy, cardinal prélat du pape, Bulletin de la Société d'Étude du Tonnerrois, 1962, p. 36-39.
- Arthur de Vathaire de Guerchy, Annales de Bourgogne, 1952, p. 134-139.
- Vauban, serviteur de la France, Bulletin de la Société d'Étude d'Avallon, 1953, p. 8-12.
- Madame de Staël et Talleyrand, Cahiers staëliens, 1978
- Préface à une Histoire du département de l'Yonne comme diocèse par l'abbé Jean Noirot, 1979 (ouvrage couronné par le Prix Feydeau-de-Brou de l'Académie française en 1980)
- Préface au Testament politique du cardinal de Richelieu, Robert Laffont, 1947
- Préface à Douze Ans dans la tourmente par Roman Fajan, La Jeune Parque 1947
- Préface à Quinze Années heureuses en Alsace par Edmond Bonfils-Lapouzade, Berger-Levrault, 1948
- Préface au Sillage de feu par Marguerite Savigny-Vesco, Alsatia, 1948
- Préface du Journal (1933-1939) du comte Jean Szembek, Plon, 1952
- Préface à L'Hôtellerie du Bacchus sans tête par Paul Cazin, Amis du Livre, 1950
- Préface pour la nouvelle édition de Monsieur de Talleyrand par Sainte-Beuve, éditions du Rocher, 1958
- Préface de L'Yonne au XIXe siècle par Henri Forestier, L'Universel, 1958
- Préface aux Conseils à un diplomate partant en mission par Pierre Fourrier, éditions du Temps, 1968
- Préface à Talleyrand amoureux par Camille Carrère, éditions France-Empire, 1975
- Préface à La Vallée d'Aillant par l'abbé Noirot, Imprimerie moderne, 1976
- Préface à Le Comtat Venaissin pontifical par la Dr Rose-Léone Mouliérac-Lamoureux, Institut vauclusien d'études rhodaniennes, 1977 (ouvrage couronné par le Prix Georges-Goyau de l'Académie française en 1978)

## Distinctions
- Grand-croix de la Légion d'honneur
- Grand-croix de l'ordre national du Mérite
- Officier d'académie
- Grand-croix de l'ordre Polonia Restituta (Pologne)
- Grand-croix de l'Ordre du Lion blanc[19] (Tchécoslovaquie)
- Modèle:Déco Grand-croix de l'ordre Royal du Cambodge
- Commandeur de l'ordre du Nichan Iftikhar (Tunisie)
- Chevalier de l'Ordre du Million d’Éléphants et du Parasol blanc (Laos)
- Décoré de l'ordre de la Couronne de Roumanie
- Décoré de l'ordre de la Couronne de Belgique

## Famille
,,
Il est le frère de Philippe Noël (1895-1984), gouverneur du Crédit foncier de France, officier de la Légion d'Honneur, et le beau-frère de Marcel-Julien-Henri Ribière. Il est cousin par alliance de Pierre-Étienne Flandin, ministre et président du Conseil.
Il se marie avec Simone Augustine Ribière (1894-1977), fille de Marcel Ribière et de Julie Parent.

Ils ont deux enfants, qui entreront tous les deux dans la Résistance : Germain (1920°) (chevalier de la Légion d'honneur, Croix de guerre 1939-1945, médaille de la Résistance) et Bernard (1921°), journaliste au Figaro (Croix de guerre 1939-1945, 2e DB Leclerc, médaille des évadés).

Il a un troisième fils en 1957, Olivier-Cyr, sculpteur bronzier installé dans l'Yonne, ainsi qu'une fille, Béatrice née en 1959, tous deux reconnus en 1973.